# Eupithecia pulchellata
Eupithecia pulchellata là một loài bướm đêm trong họ Geometridae.

## Hình ảnh

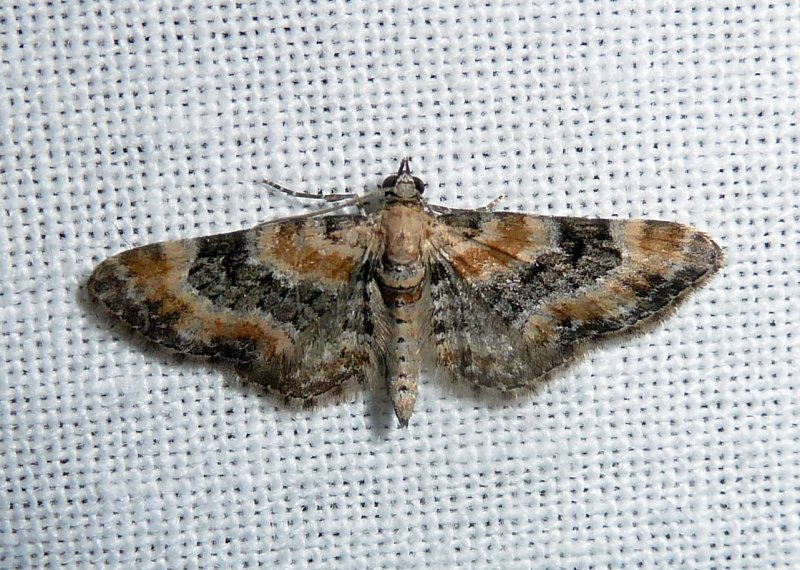
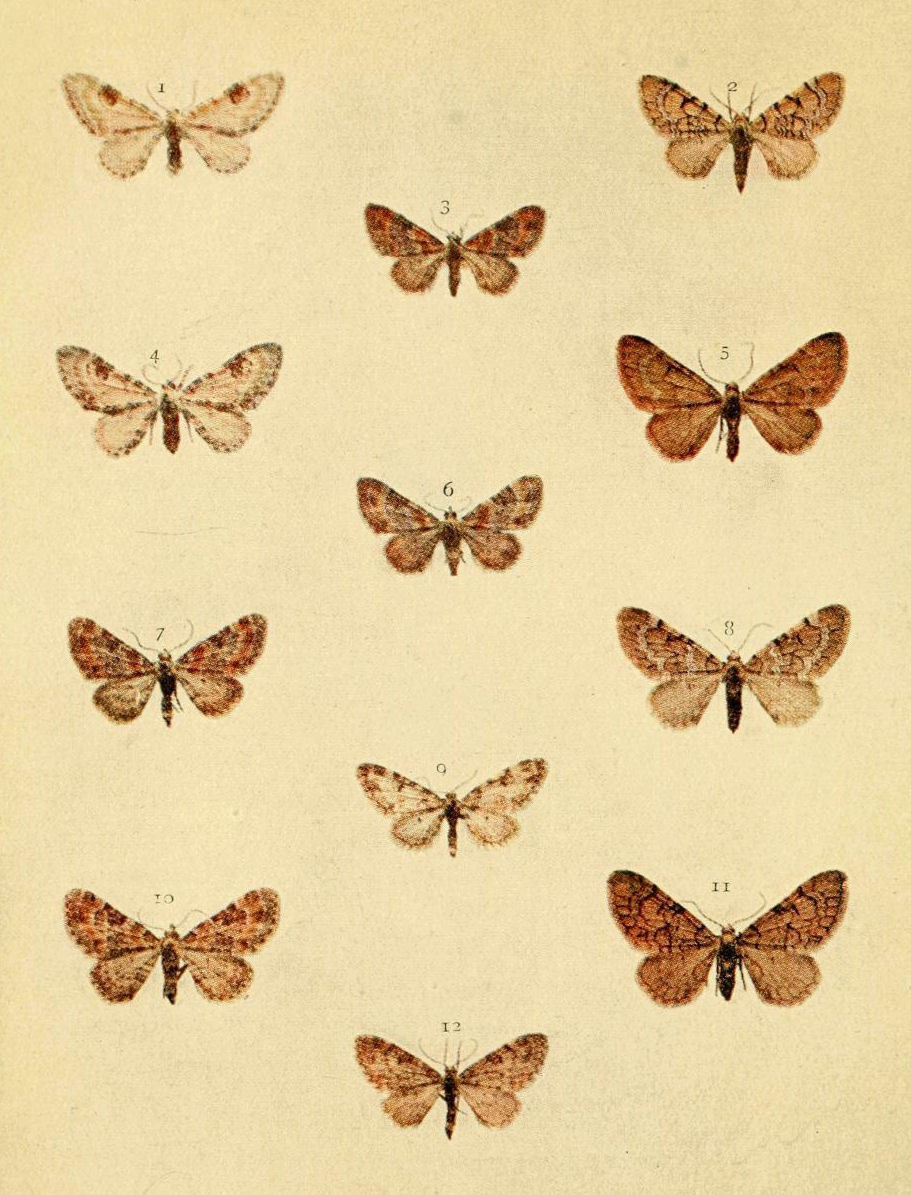